# Diogenes foresti
Diogenes foresti is een tienpotigensoort uit de familie van de Diogenidae. De wetenschappelijke naam van de soort is voor het eerst geldig gepubliceerd in 2002 door Rahayu & Hortle.